# 齊廣璞
齊廣璞（1990年10月20日—），江苏沛县人，自由式滑雪空中技巧運動員，2022年冬季奥林匹克运动会上获得自由式滑雪男子空中技巧项目金牌，毕业于沈阳体育学院。

## 生涯
他自10歲起學習自由式滑雪。2008年，他在全國錦標賽中奪得男子團體賽冠軍。翌年的十一運會，他在男子空中技巧賽僅以1分之微無緣獎牌。在之後的世界杯分站賽中，他則取得銀牌。2010年，他取得參與冬季奧運會的資格。最終，他以第7名完成賽事。翌年，他一舉贏得世界杯總決賽的個人和團體賽冠軍，以及世界錦標賽的亞軍。
2013年3月，齊廣璞在挪威舉行的世界錦標賽中做出之前未有人能夠完成、難度系數達5分的后翻腾三周转体1800度的動作而獲得冠軍。2014年1月，齊廣璞又在世界杯分站賽封王。2014年，他第二度參加冬季奧運會并获得男子空中技巧第四名。2017年，加入中国共产党。2021年12月12日，齊廣璞在鲁卡站比赛中與孙佳俊、徐夢桃共同獲得自由式滑雪空中技巧混合团体赛冠軍。他在北京冬奧會上與徐梦桃、贾宗洋获得自由式滑雪空中技巧混合团体银牌。
2022年2月16日，齐广璞在北京举办的2022年冬季奥林匹克运动会上获得自由式滑雪男子空中技巧项目金牌。
2022年4月8日被国务院评为北京冬奥会、冬残奥会突出贡献个人。
2024年3月10日，齐广璞獲得自由式滑雪世界杯阿拉木图站空中技巧比赛金牌。

## 資料來源
1. ↑  . 搜狐网.   [2022-02-16]. （原始内容存档于2022-02-17）.
2. ↑  .   [2014-02-11]. （原始内容存档于2014-07-06）.
3. ↑  "自由式滑雪中国表现出色 齐广璞程爽分获男女总冠军" （页面存档备份，存于） 新华网 2011 2 20
4. ↑  "向后翻腾三周转体1800度！齐广璞创中国单跳新纪录" （页面存档备份，存于） 北京晚报 2013 3 10
5. ↑  . 新浪网.   [2017-07-21]. （原始内容存档于2022-02-16）.
6. ↑  .   [2021-12-12]. （原始内容存档于2021-12-12）.
7. ↑  .   [2022-02-11]. （原始内容存档于2022-02-11）.
8. ↑  . 中华人民共和国国务院.   [2022-04-08]. （原始内容存档于2022-04-15）.
9. ↑  . 中国新闻网_梳理天下新闻. 2024-03-11  [2024-03-11]. （原始内容存档于2024-03-25） （中文）.